# 弓倉礼一
弓倉 礼一（ゆみくら れいいち、1929年1月2日 - 2009年8月20日）は、日本の経営者。旭化成工業社長を務めた。

## 経歴
和歌山県和歌山市出身。1952年に京都大学法学部を卒業し、同年に旭化成工業に入社。
1976年6月に取締役に就任し、常務、副社長を経て、1989年6月に社長に就任し、1997年6月までに務めた。
1999年6月に藍綬褒章を受章。
2009年8月20日、急性心不全のために死去。83歳没。